# Sân bay Teniente Jorge Henrich Arauz
Sân bay Teniente Jorge Henrich Arauz (IATA: TDD, ICAO: SLTR) là một sân bay ở Trinidad, Bolivia. Sân bay này có một đường băng dài 2400 m bề mặt nhựa đường.

## Các hãng hàng không và các tuyến điểm
Hiện có các hãng hàng không sau đang hoạt động tại sân bay này:
- Amaszonas (Cobija, Cochabamba, Guayaramerín, La Paz, Riberalta, Rurrenabaque, San Borja, Santa Ana del Yacuma, Santa Cruz-El Trompillo, Santa Cruz-Viru Viru)
- Lloyd Aereo Boliviano (Cochabamba, Santa Cruz-Viru Viru, cuiaba)